# Erhängen

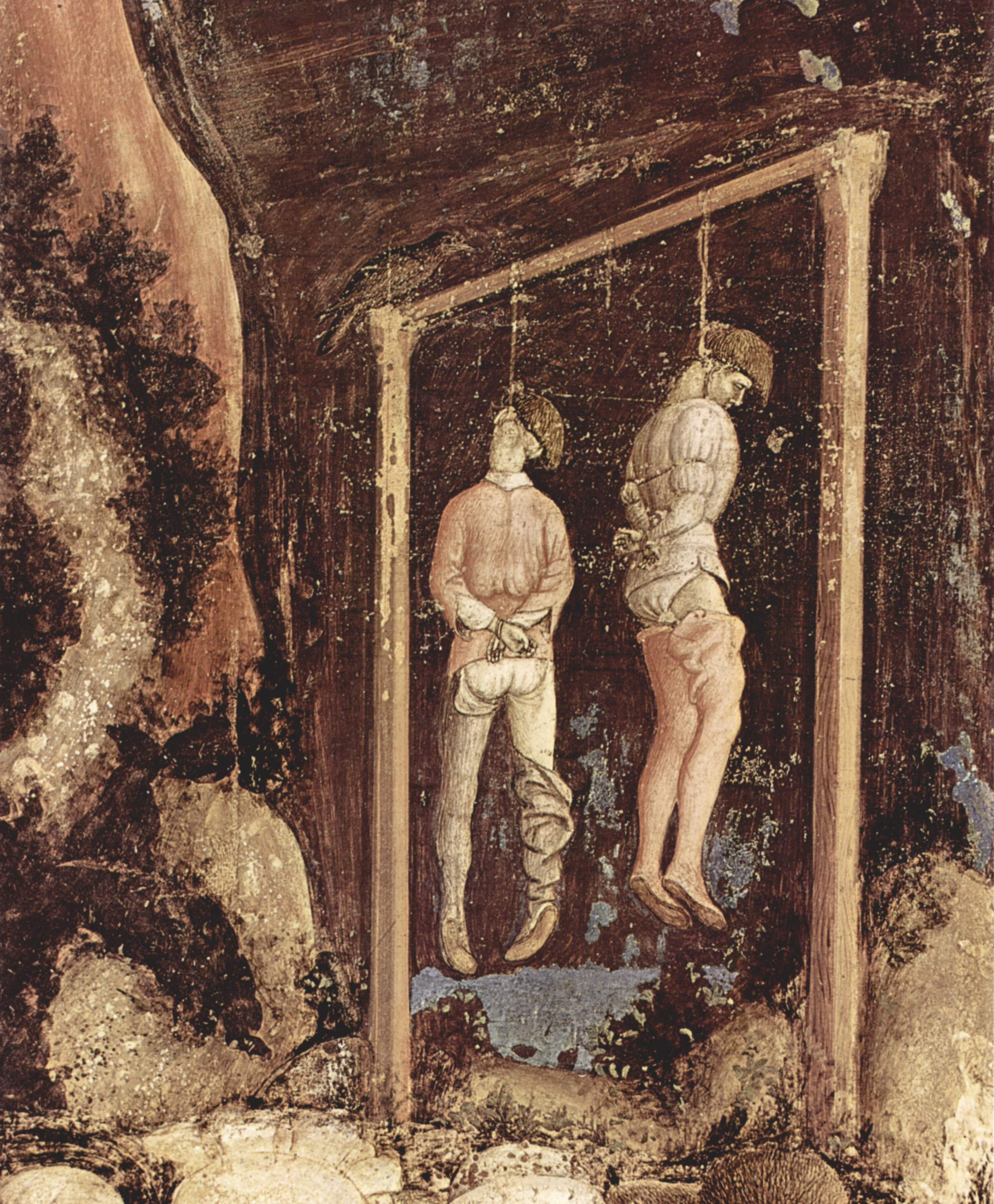
Detail eines Gemäldes von Antonio Pisanello, 1436–1438

Als Erhängen wird die Tötung eines Menschen durch Aufhängen in einer – in der Regel laufenden (d. h. sich durch den Zug des Körpergewichts zusammenziehenden) – um den Hals gelegten Schlinge bezeichnet, wobei die Schlingenbildung durch einen geeigneten Knoten, eine Öse o. Ä. erreicht wird. Das Erhängen ist eine der häufigsten Methoden des Suizids und zugleich eine der ältesten Hinrichtungsarten, es findet Verwendung bei Mordtatbeständen und kommt manchmal versehentlich bei bestimmten Praktiken vor, etwa im Rahmen eines autoerotischen Unfalls.

## Begriffsdefinition
Wie bei anderen Verben, die für Gewalt- bzw. Schadenseinwirkungen stehen, bezeichnet auch beim Hängen die Vorsilbe er- einen tödlichen Ausgang (vergleiche z. B. würgen – erwürgen, frieren – erfrieren, stechen – erstechen, schlagen – erschlagen usw.). Strenggenommen versteht man unter Hängen (veraltend auch: Henken) lediglich die Tätigkeit des Henkers, wovon sich auch seine Berufsbezeichnung ableitete, nämlich das Aufhängen eines zum Tode Verurteilten in einer Schlinge um den Hals an einem geeigneten Gegenstand, etwa einem Baumast oder einem Galgen. Rein begrifflich ist dabei über den „Erfolg“ der Maßnahme nichts ausgesagt. Tatsächlich sind bis ins 20. Jahrhundert Fälle belegt, wo jemand durch Hängen nicht unmittelbar zu Tode gekommen ist, etwa weil der Strick gerissen ist. Eine solche Person gilt also als gehängt, aber nicht als erhängt. Andere populäre, jedoch im juristisch-gehobenen Sprachgebrauch eher unübliche Ausdrücke sind „Aufhängen“ oder (salopp) „Aufknüpfen“.

## Bilder

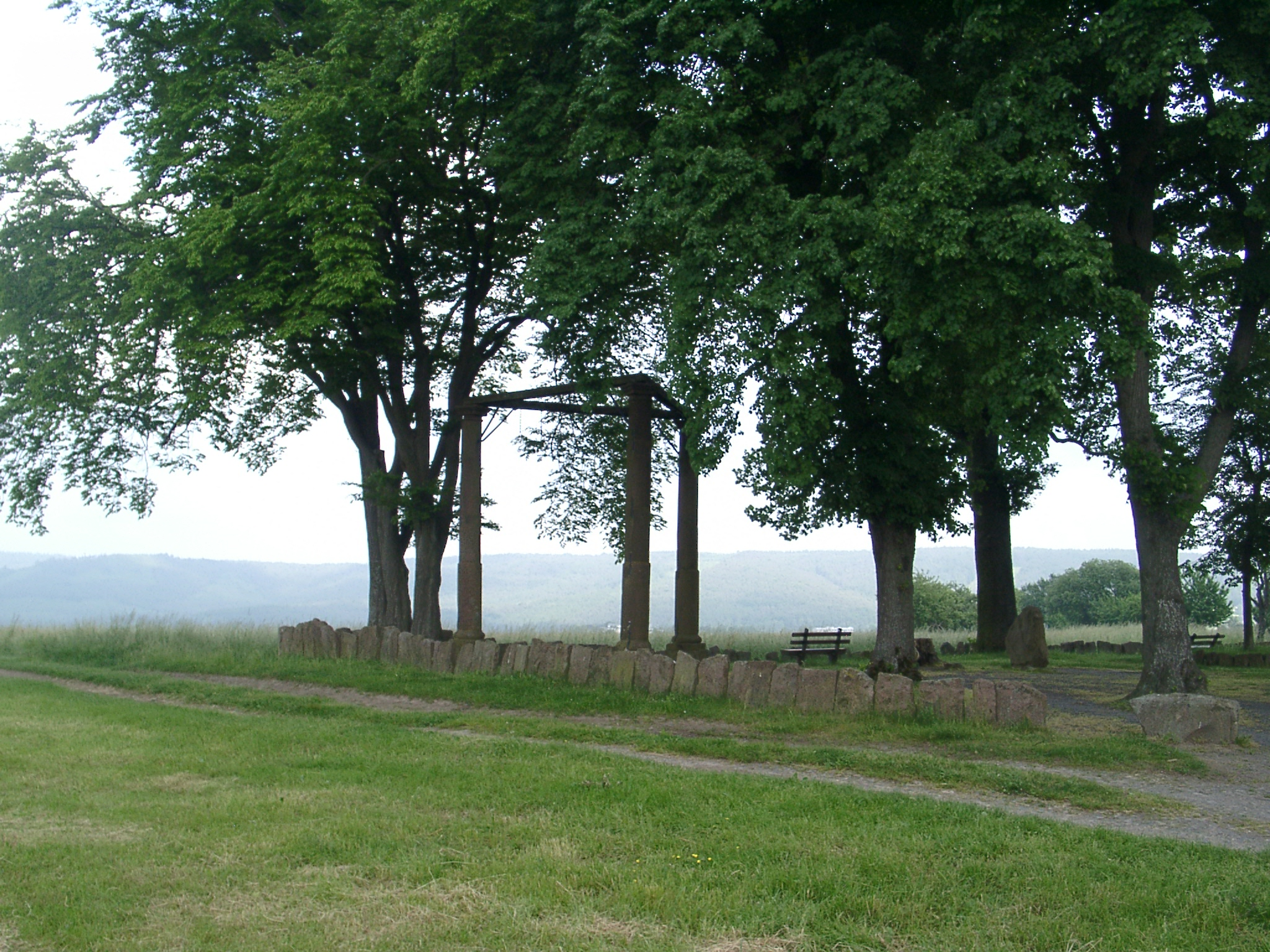
Galgen Beerfelden
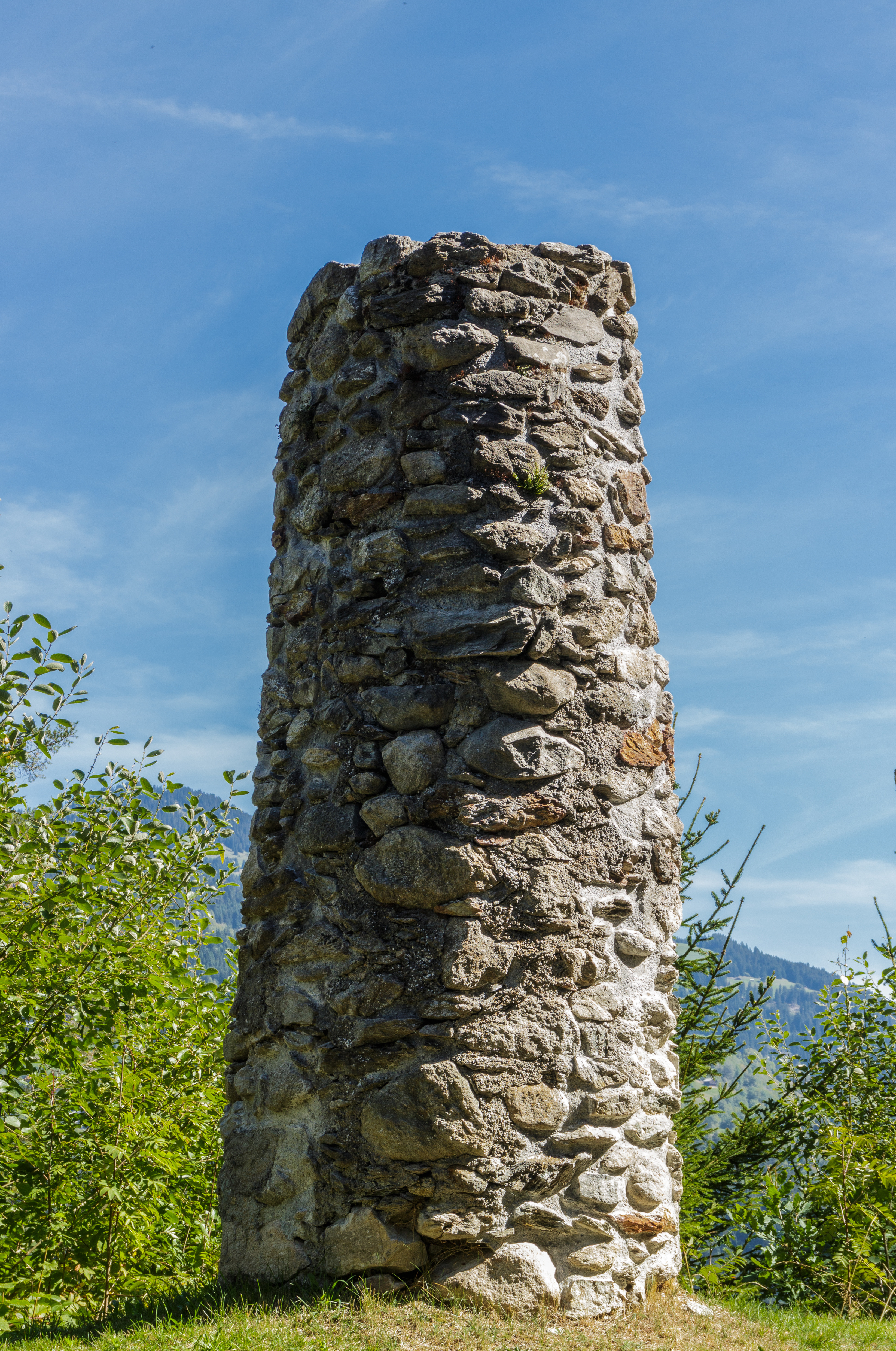
Burg Jörgenberg (Waltensburg)
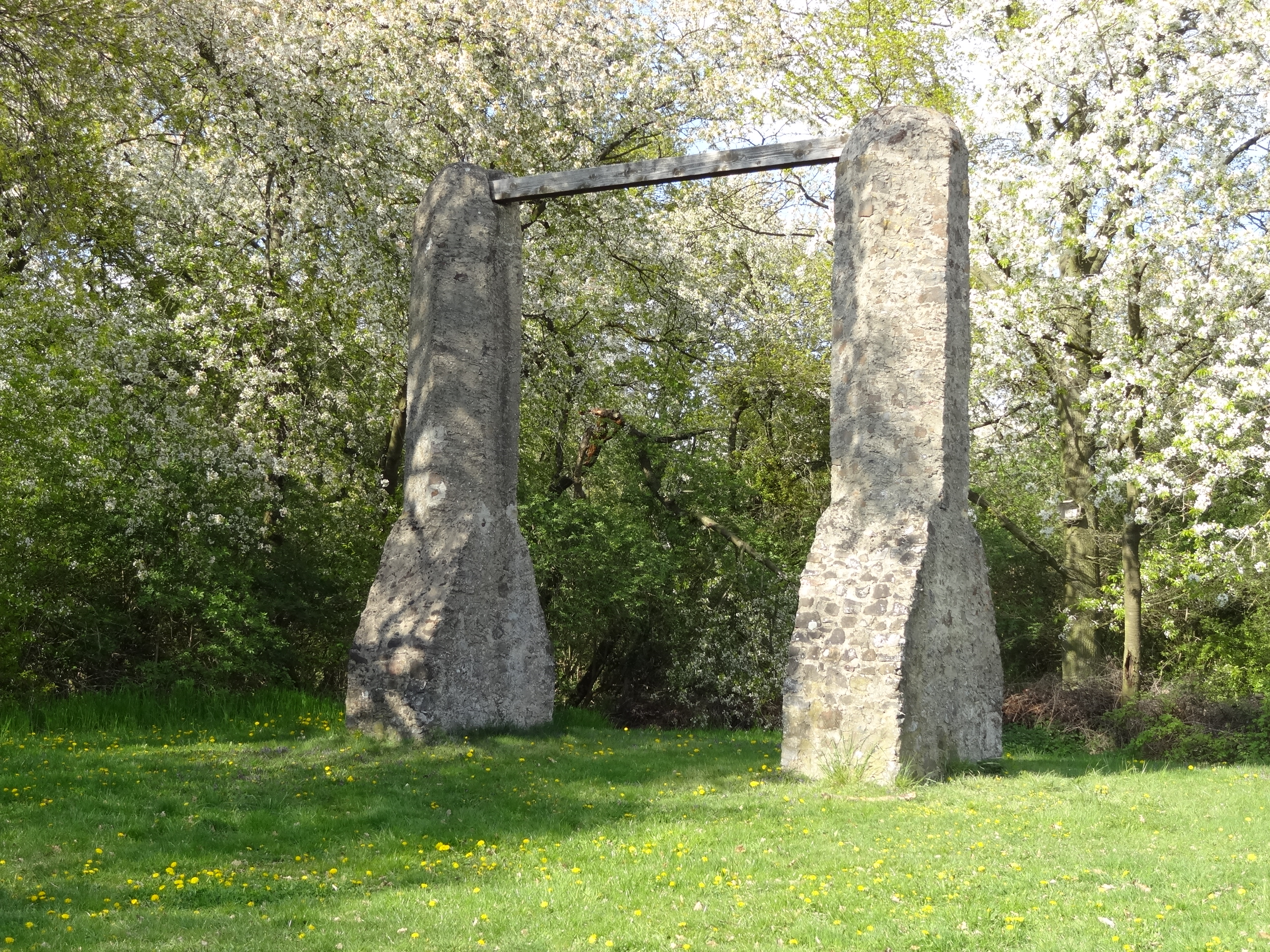
Münzenberg
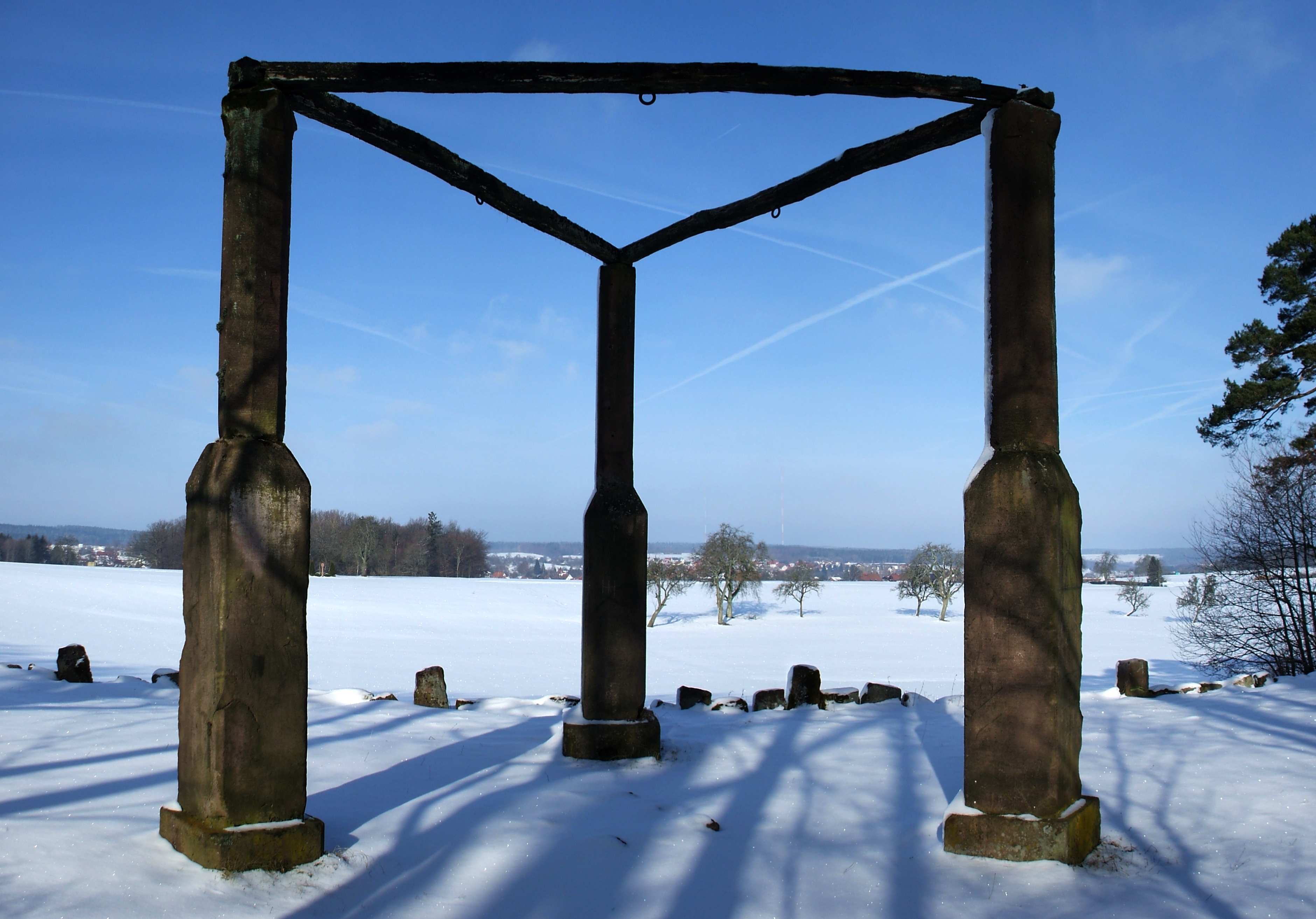
Mudau
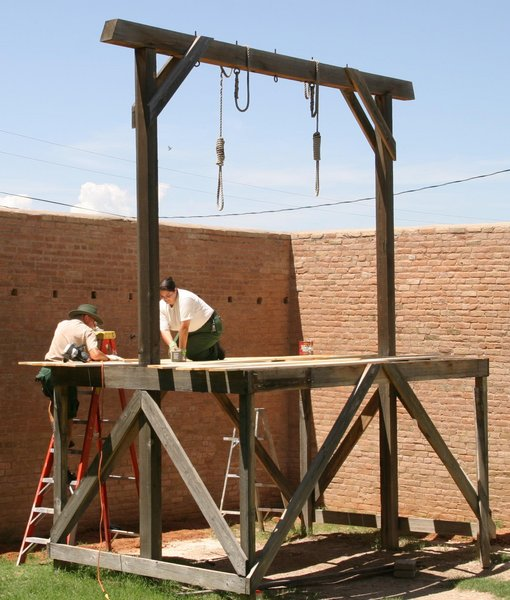
Courthouse State Historic Park Tombstone
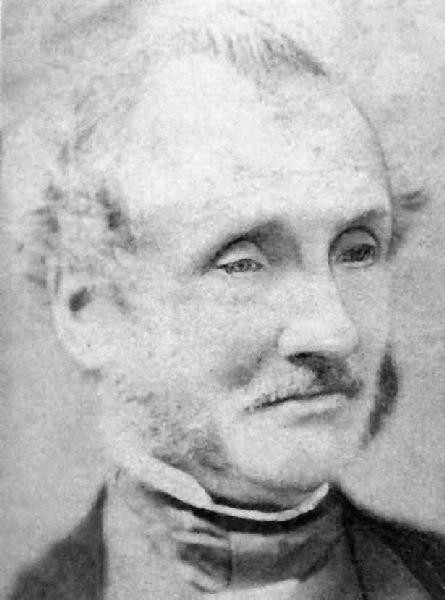
Henker William Marwood, vor 1883

## Medizinische Aspekte
Seit den Selbstversuchen von Nicolae Minovici Anfang des 20. Jahrhunderts ist bekannt, dass die Zusammenschnürung der Halsweichteile zu erheblichen Schmerzen führt. Unabhängig von dieser generellen Erkenntnis kommt es zum Tod durch eine der drei folgenden Mechanismen (oder auch eine Kombination daraus), was zu großen Unterschieden hinsichtlich der Länge und der Empfindung des Sterbeprozesses führt.

### Zum Tode führende Mechanismen

#### 1. Verletzung der oberen Halswirbelsäule
Fällt jemand mit umgelegter, oberhalb befestigter Schlinge mit hinreichend großer Energie (was durch eine entsprechend große Fallhöhe bzw. – seltener – eine Beschwerung mit Gewichten erreicht wird) nach unten, so führt das plötzliche Abbremsen beim Erreichen der Seillänge zu Brüchen und Subluxationen im Bereich der obersten Halswirbel, was wiederum die Zerstörung des verlängerten Rückenmarks (Medulla oblongata) zur Folge hat. Die hiermit verbundene Zerstörung der Regulationszentren für Atmung und Kreislauf führt – soweit dies beurteilbar ist – zu einem schlagartigen Verlust des Bewusstseins, es finden sich keine Lebensäußerungen mehr. Die Zerstörung des Halsmarks hat diese Form des Erhängens mit dem Enthaupten gemeinsam, doch gibt es einen wichtigen Unterschied: Beim Enthaupten wird das Rückenmark an einer mehrere Zentimeter tiefer liegenden Stelle durchtrennt; das kommt einer hohen Querschnittslähmung gleich, doch tritt nicht zwangsläufig ein augenblicklicher Bewusstseinsverlust ein. Dies wird durch Berichte von verschiedenen Hinrichtungsfällen und Tierversuche gestützt.
Auch wenn die genauen Verletzungsmuster naturgemäß nicht ganz einheitlich sind, so kommt es doch häufig zu einem doppelseitigen Bruch der pars interarticularis des zweiten Halswirbels („Kopfdreher“, Axis), verbunden mit einer Scherbewegung gegenüber dem dritten Halswirbel; dies wird im angelsächsischen Schrifttum als „hangman’s fracture“ („Erhängungsbruch“) bezeichnet. Alternativ kann auch der „Zahn“ (lateinisch dens) des Kopfdrehers abbrechen („klassischer“ Genickbruch); dies kommt zum Beispiel in den – eher seltenen – Fällen vor, dass der Knoten der Schlinge unter dem Kinn befestigt ist.
Inwieweit es zu einem Wirbelbruch kommt, hängt nicht nur von der Fallhöhe ab, sondern auch von der Positionierung und Dimensionierung von Strick und Knoten. Ein seitlich, etwa im Bereich des Warzenfortsatzes, angebrachter, hinreichend großer Henkersknoten, gewährleistet eher einen Wirbelbruch als ein relativ kleiner Knoten im Nackenbereich.
Ein Sonderfall ist gegeben, wenn die kinetische Energie beim Fall in die Schlinge so groß ist, dass der Kopf abreißt. Ein solches Ereignis fand z. B. bei der Hinrichtung des Halbbruders von Saddam Hussein, Barsan al-Tikriti, statt.
Im Gegensatz zu den beiden nachfolgend beschriebenen Sterbevorgängen ist der so Gehenkte sofort unwiderruflich tot, jegliche Wiederbelebungsmaßnahmen wären zwecklos.

#### 2. Verschluss der großen Blutgefäße des Halses
Ist die Energie beim Fallen in die Schlinge nicht groß genug, kann die Halswirbelsäule unbeschädigt bleiben. Die Schlinge kann gleichwohl die großen Halsschlagadern (Karotiden) abschnüren und die Blutzufuhr in den Kopf unterbrechen. Hierdurch wird das Opfer nach einigen Sekunden bewusstlos, und Minuten später tritt der Hirntod ein, d. h. der irreversible Ausfall der Hirnfunktion, an die das bewusste Leben geknüpft ist. Das Herz kann noch bis zu etwa einer halben Stunde weiter schlagen. Wie beim Enthaupten ist die Todesursache ein Sauerstoffmangel im Gehirn. Dafür muss das Opfer nicht frei am Seil hängen; es gibt zahlreiche Berichte zu Erhängten, die in kniender, halbsitzender oder liegender Stellung aufgefunden wurden. Nicht in jedem Fall müssen beide großen Halsschlagadern verschlossen sein, insbesondere bei Karotisstenosen reicht die Versorgung durch die verbleibende Arterie für das Überleben nicht immer aus. Häufig kommt es auch bei dieser Form des Erhängens zum Bruch des Zungenbeins.
Wenn sich, was häufig vorkommt, der Druck auf den Hals nur allmählich steigert, gibt es eine Phase, in der der Rückstrom des Blutes zum Herzen über die Drosselvenen (Venae jugulares) blockiert ist, während weiterhin arterielles Blut in den Kopf gepumpt wird. Der dadurch entstehende Rückstau des Blutes im Kopf ist vergleichbar mit dem, der bei einer medizinischen Blutentnahme am Arm gezielt herbeigeführt wird. Selbst wenn der Druck dauerhaft zu niedrig bleibt, um die Schlagadern zu unterbinden (z. B. bei atypischem Erhängen, s. u.), bildet sich durch den Blutrückstau auf jeden Fall ein tödliches Hirnödem aus. Zugleich kommt es häufig zu kapillären Einblutungen, z. B. in die Bindehäute der Augen, was in der Forensik von Bedeutung sein kann.
Die erforderlichen Suspensionsgewichte für einen Verschluss der Halsgefäße beim Erwachsenen sind etwa 2 kg für die Drosselvenen, 5 kg für die Halsschlagadern und 15–30 kg für die Wirbelarterien.
Auch ein reflektorischer Herzstillstand durch Druck auf das Glomus caroticum („Hering-Reflex“, „Karotissinusreflex“) kann im Einzelfall eine Rolle spielen.
Der Verschluss der Halsgefäße ist die häufigste Todesursache beim Selbstmord durch Erhängen. Diesen Mechanismus wies Nicolae Minovici durch die Selbstversuche nach. Seine Forschungsergebnisse wurden auch dadurch bestätigt, dass es einen dokumentierten Selbstmord eines Tracheotomierten durch Erhängen gibt, wobei ein Verschluss der Atemwege naturgemäß keine Rolle spielte.
Wird ein so Erhängter innerhalb der ersten Minuten aufgefunden, können unmittelbare Reanimationsmaßnahmen erfolgversprechend sein.

#### 3. Ersticken
In bestimmten Fällen, nämlich bei entsprechender Schlingenposition und geringer Fallhöhe, bleiben die Halsschlagadern offen und die Blutzufuhr ins Gehirn zunächst erhalten; es tritt also keine unmittelbare Bewusstlosigkeit ein. Die oberen Atemwege werden zusammengedrückt und verschließen sich erst allmählich durch das Körpergewicht und Bewegungen des Opfers im Todeskampf. Es erstickt langsam und qualvoll, vergleichbar mit dem Tod durch Garottieren bzw. Erdrosseln. Oftmals brechen die Kehlkopfknorpel. Während bei einem vollständigen Verschluss der Atemwege nach etwa drei Minuten Bewusstlosigkeit eintreten würde, dauert der Todeskampf bei einem langsamen Zuziehen der Schlinge teils erheblich länger. Beispielsweise dauerte der Sterbevorgang bei allen Verurteilten des Nürnberger Prozesses gegen die Hauptkriegsverbrecher 15 Minuten und länger. Gleiches gilt auch für die Erhängung von Aufseherinnen des KZ Stutthof am 4. Juli 1946 mit kurzem Fall, wobei der entsetzliche 10–20-minütige Todeskampf im Beisein der Öffentlichkeit beabsichtigt war. Die Verurteilten wurden in einem zeitlichen Abstand von 12 Minuten gehängt, damit die noch nicht Hingerichteten sahen, was ihnen bevorstand.
Von dieser Erhängungsart, die im Mittelalter gang und gäbe war, leiten sich verschiedene Redewendungen ab, etwa, dass sich „die Schlinge (langsam) zuzieht“ oder auch, dass etwas „mit Hängen und Würgen“, also nur mit äußerster Mühe, gelungen ist.

### Forensische Aspekte
Rechtsmedizinisch wird zwischen typischem und atypischem Erhängen unterschieden. Beim typischen Erhängen hängt der Körper in einer frei schwebenden Position und der über die Strangfurche nachweisbare Aufhängepunkt befindet sich hinten in der Mitte des Nackens, so dass die Strangfurche annähernd symmetrisch verläuft. Im Gegensatz zu dem, was der Begriff „typisch“ suggeriert, weichen tatsächliche Erhängungen (sowohl in suizidaler Absicht als auch durch fremde Hand) meistens von diesem Muster ab, und zwar in mindestens einem der beiden folgenden Aspekte: Zum einen kann die Position des Knotens (bzw. der Durchschlauföse oder -schlaufe) an einer anderen Stelle als der Nackenmitte sein, und zum anderen kann der Erhängungstod, wie oben beschrieben, auch dann eintreten, wenn der Körper nicht freischwebend hängt, sondern zumindest teilweise den Untergrund berührt. Daher spricht man sowohl bei „atypischer“ Stranglage als auch bei nicht-freiem Hängen von „atypischem Erhängen“.
Hinsichtlich der Knotenposition ist die Definitionslage in der Rechtsmedizin allerdings nicht völlig einheitlich; manche Autoren verstehen nur eine solche Strangposition als atypisch, bei der sich der Knoten vor dem Ohr befindet. Die Knotenpositon ist insofern bedeutsam, als der Verschluss der großen Halsschlagader (Arteria carotis communis) unvollständig sein kann, woraus Stauungsblutungen resultieren. Stimmt dieser Zusammenhang zwischen Knotenposition und Stauungsblutung bei einer Leiche nicht überein, muss von einer Fremdeinwirkung ausgegangen werden, die üblicherweise eine ausführliche polizeiliche und forensische Abklärung erfordert.

### Körperliche Reaktionen
Verschiedene „archaische“ körperliche Reaktionen sind im Zusammenhang mit der eintretenden Asphyxie beschrieben, etwa der Abgang von Harn und Stuhl. Bei Männern kommt es in Erhängungsfällen, die durch Asphyxie herbeigeführt werden, recht häufig zu einer Erektion und schließlich auch einer Ejakulation, weshalb immer wieder geltend gemacht wurde, der Tod beim Erhängen sei mit einem Lustgewinn verbunden (englisch angel lust); tatsächlich wurde dies von in letzter Minute geretteten Selbstmordkandidaten bestätigt. Inzwischen sind zahlreiche Fälle von versehentlicher Selbsttötung dokumentiert, bei denen sich masturbierende Männer in der Hoffnung, dadurch einen besonders intensiven Orgasmus zu bekommen, mittels einer um den Hals gelegten Schlinge einen künstlichen Sauerstoffmangel im Gehirn erzeugten, was dann aber zur Bewusstlosigkeit und zum vollständigen Hineinfallen in die Schlinge, mithin zum versehentlichen Erhängen, führte. Der genaue Pathomechanismus des Lustgewinns durch Sauerstoffmangel („Hypoxyphilie“) ist noch nicht ganz geklärt.

## Erhängen als Vollzugsmethode der Todesstrafe

Henker Josef Lang nach der Hinrichtung von Cesare Battisti am Würgegalgen (1916)

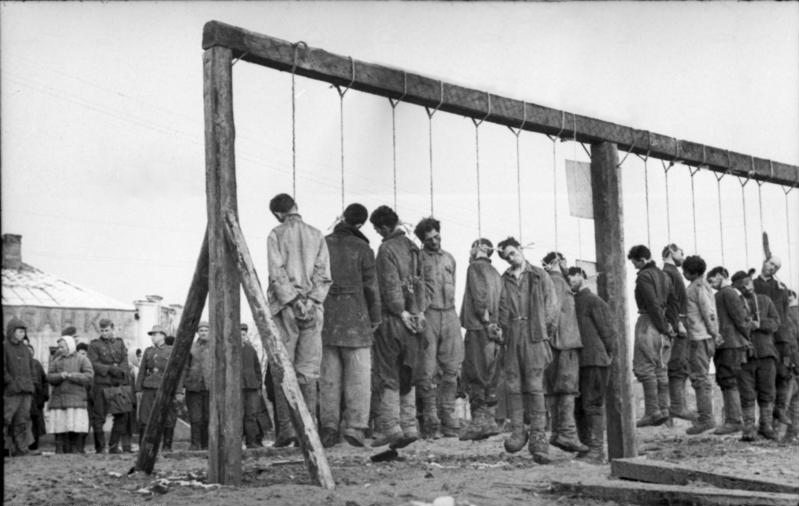
Massenhinrichtung sowjetischer Partisanen, nach 1942

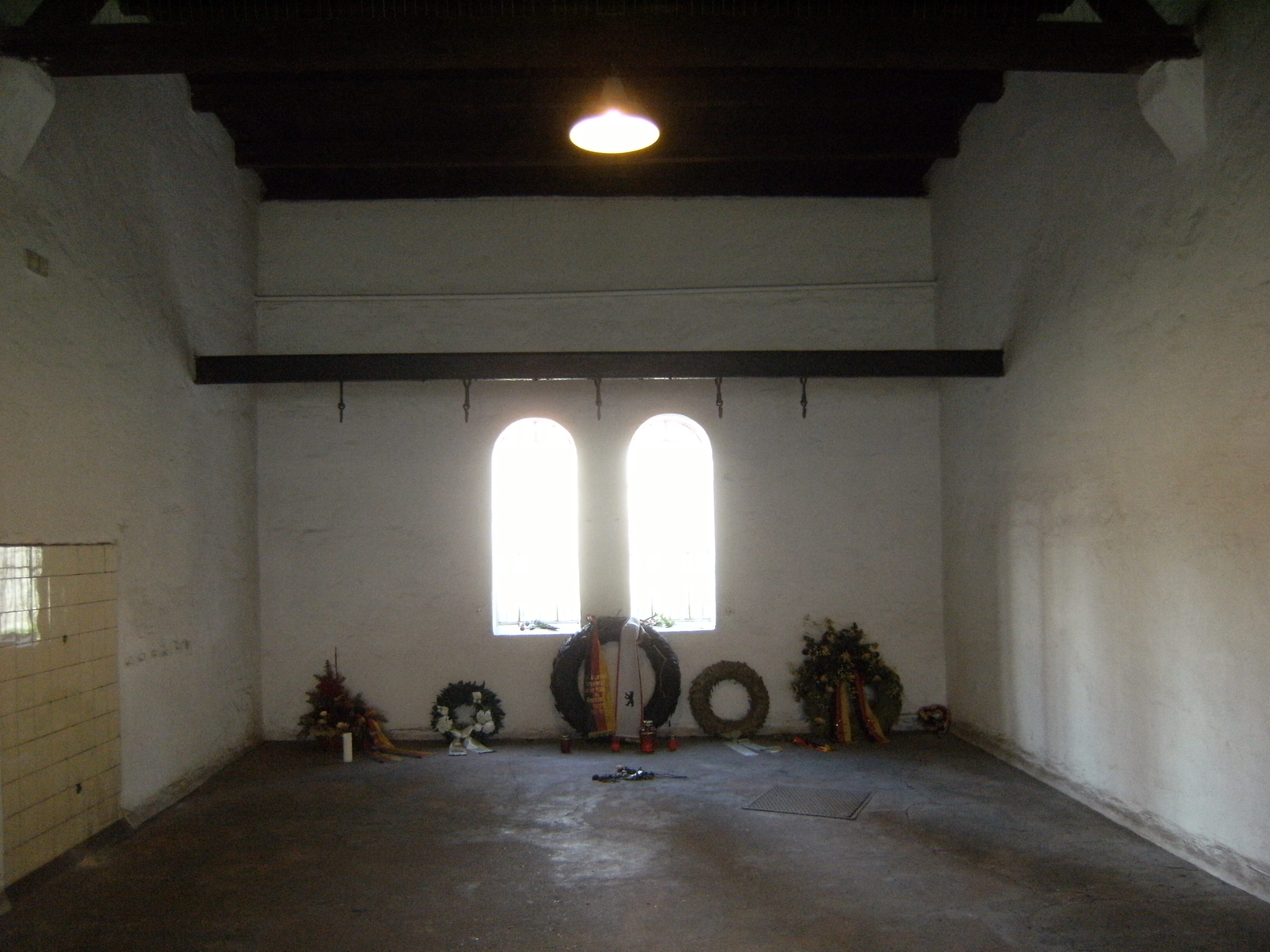
Hinrichtungsraum der Haftanstalt Berlin-Plötzensee mit Eisenschiene und Haken

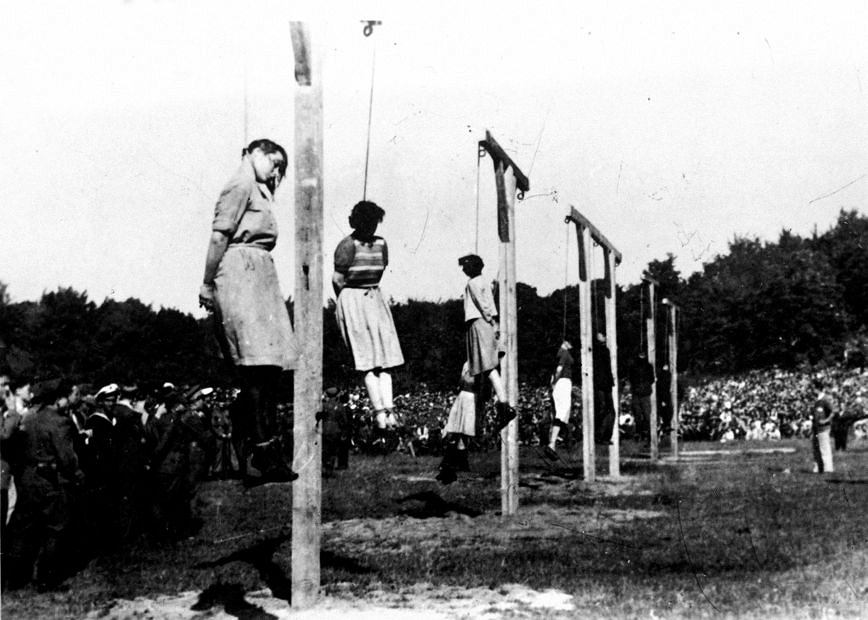
Erhängung weiblicher Aufseher des KZ Stutthof am 4. Juli 1946 mit kurzem Fall. V. l. n. r.: Jenny-Wanda Barkmann, Ewa Paradies, Elisabeth Becker, Wanda Klaff und Gerda Steinhoff, daneben weitere Mitglieder des Aufsichtspersonals. Im Vergleich mit anderen Aufnahmen kann man unschwer erkennen, dass sich zumindest Ewa Paradies und Elisabeth Becker noch inmitten ihres Todeskampfes befinden

### Geschichtliche Entwicklung
Seit alters her wurde das Erhängen als Hinrichtungsart praktiziert. Verurteilte wurden teils an Bäume gehängt, aber bereits zur Zeit des Alten Testaments ist die Rede von speziell für die Hinrichtung vorgesehenen Galgen, etwa im Buch Esther.
Den Vollzug der Todesstrafe durch Erhängen nannte man auch „Richten mit trockener Hand“ im Gegensatz zum Enthaupten, dem „Richten mit blutiger Hand“. Die Tötung durch Erhängen erfordert – im Unterschied zum Enthaupten – kein besonderes Geschick, was die Suche nach Henkern (und auch deren Ausbildung) erleichterte. In der Regel erfolgte das Hängen mit geringer Fallhöhe, wobei sich die Schlinge nur langsam zuzog und dem Verurteilten einen langen Todeskampf bescherte (siehe oben), der häufig als Massenspektakel galt. Nach dem Vollzug blieben die Leichen oft eine Zeitlang hängen, ehe sie in ungeweihter Erde – also außerhalb des Kirchhofs – bestattet wurden. Bekannt ist, dass sie zuvor häufig durch Vogelfraß verstümmelt wurden, insbesondere von Kolkraben, die ihnen die Augen auspickten, was ihnen ihren Ruf als Galgenvögel eintrug.
Bereits im Alten Testament steht davon geschrieben, dass ein Erhängter verflucht ist (5. Mose 21,23 ), ein Umstand, den auch Paulus in seinem Galaterbrief aufgreift (Gal 3,13 ). Die Hinrichtung durch Erhängen galt also bereits seit alter Zeit als besonders schmachvoll.
Im Gegensatz zur ehrenvolleren Enthauptung, die meistens Verurteilten höheren Ranges vorbehalten blieb, wurde das unehrenhafte Erhängen solchen niederen sozialen Ranges oder Vogelfreien zuteil, die dann oft auch, am Galgen verbleibend, den Vögeln zum Fraß überlassen wurden. Dieses wurde teilweise bis ins 20. Jahrhundert praktiziert.
Aus dem 17. Jahrhundert ist ein Fall aus Brilon bekannt, bei dem ein bereits verstorbener Delinquent gehängt wurde.
Seit 1871 war im Deutschen Reich ausschließlich die Enthauptung als Hinrichtungsmethode vorgeschrieben, welche in der Praxis mittels Handbeil oder Fallbeil durchgeführt wurde. In der Zeit des Nationalsozialismus wurde durch das Gesetz über Verhängung und Vollzug der Todesstrafe vom 29. März 1933 auch die Methode des Hängens wieder zugelassen. Diese war aus Sicht der NS-Justiz besonders unehrenhaft und wurde im Kerngebiet des Deutschen Reiches bis Ende 1942 nicht angewandt. Im Dezember 1942 wurden die führenden Widerstandskämpfer des „Schulze-Boysen/Harnack-Kreises“ auf Befehl Hitlers jedoch erhängt, worauf in Deutschland wieder regelmäßig Exekutionen auf diese Art durchgeführt wurden (z. B. nach dem 20. Juli 1944). Im Zusammenhang mit den zu erwartenden Todesurteilen wurde am 15. Dezember 1942 im Hinrichtungsraum der Haftanstalt Berlin-Plötzensee eine Eisenschiene mit Fleischerhaken angebracht, und bis Mitte 1943 wurden Vorkehrungen zum Vollzug der Todesstrafe durch Hängen auch in nahezu allen anderen zentralen Hinrichtungsstätten getroffen. Der Galgen wurde dabei zumeist im selben Raum wie das Fallbeilgerät installiert.
Nach dem Zweiten Weltkrieg war das Erhängen die häufigste Hinrichtungsart für verurteilte Kriegsverbrecher; von solchen Exekutionen existiert umfangreiches Filmmaterial.
In Deutschland wurden letztmalig im Juni 1951 in Landsberg am Lech Hinrichtungen durch Erhängen durchgeführt, und zwar durch die amerikanische Besatzungsmacht – gegen den ausdrücklichen Protest der Bundesregierung. Auch in diesen Fällen waren die Betroffenen als Kriegsverbrecher verurteilt worden.
Zum Vollzug der Todesstrafe in den Vereinigten Staaten wurde das Erhängen zuletzt am 25. Januar 1996 an Billy Bailey in Delaware praktiziert.
Hinrichtungen durch Erhängen werden weiterhin in zahlreichen Staaten der Erde durchgeführt, zum Beispiel ist dies die übliche Exekutionsmethode im Iran.
In Österreich-Ungarn war es üblich, den Delinquenten am Würgegalgen an einem Richtpfahl hochzuheben, ihm die Schlinge um den Hals zu legen und dann den Körper ruckartig nach unten zu ziehen. Dadurch wurden Halsschlagadern und Wirbelarterien zusammengepresst. Manchmal drückte auch der Zungengrund gegen die Rachenhinterwand und verlegte so die Atemwege. Der Verurteilte verlor rasch das Bewusstsein und starb durch Unterbrechung des Blutflusses im Gehirn (auch der venöse Abfluss des Blutes wird durch die äußere Kompression unterbunden). Nicht selten wurden in dieser Zeit nach Hinrichtungen Fotografien des Scharfrichters und seiner Gehilfen mit dem Toten als „Souvenir“ angefertigt, so etwa die Aufnahme Josef Langs mit dem von ihm am 12. Juli 1916 hingerichteten Cesare Battisti. 

### Varianten
Meist erfolgten Hinrichtungen an einem Galgen, woran der Delinquent frei zu hängen kam. Wie bereits oben erläutert, kann der Sterbeprozess sehr unterschiedlich ablaufen, und diesem Umstand versuchte man durch konstruktive Lösungen Rechnung zu tragen. Folglich etablierten sich verschiedene Hinrichtungsvarianten:

#### Kurzer Fall
Beim kurzen Fall wird der Verurteilte auf einem Lastwagen, Karren, Pferd, einer Falltür oder einem sonstigen Gegenstand so unter dem Galgen positioniert, dass der Strick bereits von vornherein verhältnismäßig straff gespannt ist. Nach Wegnahme der Standfläche fällt der Delinquent nur wenige Zentimeter nach unten, so dass die auf den Körper einwirkende kinetische Energie gering ist. Trotzdem können – je nach Positionierung und Dimensionierung von Strick und Knoten – alle drei oben aufgeführten Mechanismen zum Tode führen, also auch der für den Delinquenten am wenigsten mit Qualen verbundene durch einen Genickbruch (wie entsprechende Hinrichtungsvideos beweisen). Meist aber bleibt die Halswirbelsäule intakt, und (im Hinblick auf die Qualen des Delinquenten) „günstigstenfalls“ werden die arteriellen Halsgefäße, d. h. die Hals- und die Wirbelsäulenschlagadern, unmittelbar abgeklemmt, was einen sofortigen Durchblutungsstopp des Gehirns zur Folge hat und innerhalb von wenigen Sekunden zur Bewusstlosigkeit führt. Doch auch dieser Mechanismus ist beim Erhängen mit kurzem Fall eher die Ausnahme, denn eine direkte und vollständige Abklemmung der Blutgefäße ist selten, und der Tod tritt, wie oben erläutert, durch Ersticken infolge des (vielfach nur allmählichen) Verschlusses der Luftröhre ein. Dies erklärt, warum bei dieser Methode oft von langen und heftigen Todeskämpfen berichtet wird; die Redensart „Die Schlinge zieht sich (langsam) zu“ ist hierauf zurückzuführen. Vor 1850 wurde hauptsächlich die Methode des kurzen Falls angewandt.

#### Langer Fall

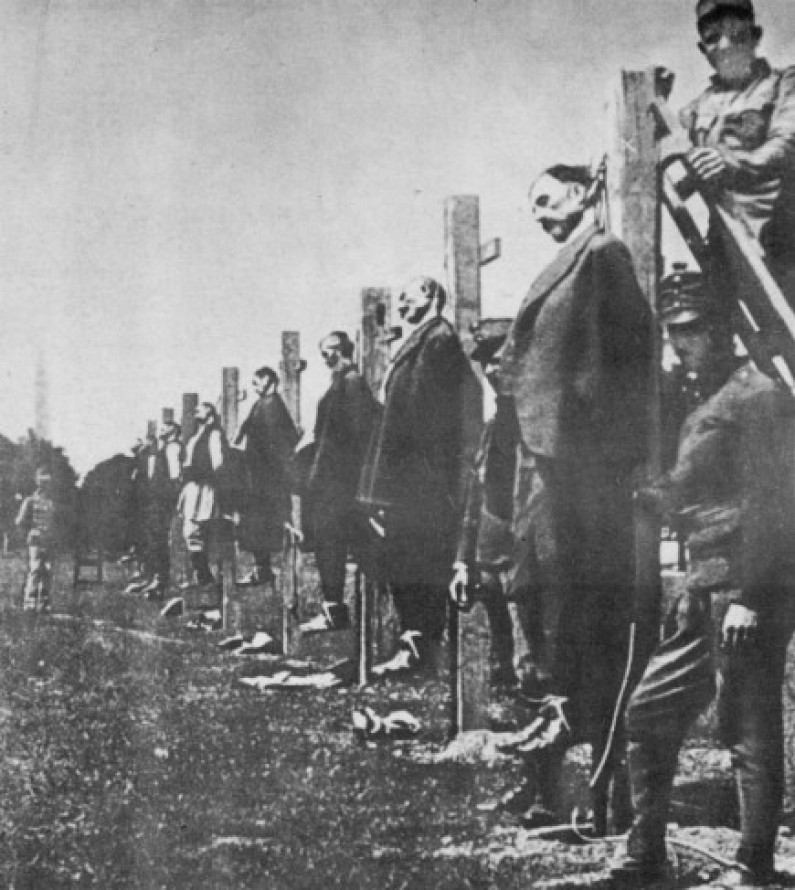
Massenhinrichtung von Serben während des Ersten Weltkriegs am österreichischen Würgegalgen

Samuel Haughton, der bereits den Standardfall eingeführt hatte, war von 1886 bis 1888 Mitglied des britischen Todesstrafen-Komitees („Capital Sentences Committee“), welches sich mit der Entwicklung einer Methode befasste, die den Genickbruch noch zuverlässiger gewährleisten sollte. Man kam zu der Ansicht, dass die kinetische Energie beim Fall in die Schlinge 1708 Joule (entsprechend einer Fallhöhe von etwa 2,50 m bei 70 kg) betragen sollte (bei einer höheren Energie befürchtete er das Abreißen des Kopfes). Der Henker William Marwood, der sich bereits vorher um möglichst „humane“ Hinrichtungen bemüht hatte, entwickelte auf der Grundlage der Empfehlungen des Komitees eine Tabelle, anhand derer die erforderliche Fallhöhe (und damit verbunden, die Länge des Stricks) in Abhängigkeit des Gewichts des Todeskandidaten bestimmt werden konnte, so dass ihm das Genick gebrochen, aber eine Enthauptung vermieden wurde. Die empfohlene Energie, und damit einhergehenden Fallhöhen wurden 1892 zunächst auf etwa 1140 Joule (entsprechend einer Fallhöhe von etwa 1,65 m bei 70 kg) verringert, und 1913 wieder auf etwa 1400 Joule (entsprechend einer Fallhöhe von etwa 2,00 m bei 70 kg) erhöht. In Nachfolgestaaten des britischen Empires bilden diese Empfehlungen noch heute die Grundlage für Exekutionen.
Anzufügen ist allerdings, dass auch beim Standard- und langen Fall – wiederum abhängig von Knoten- und Schlingengeometrie – lange Todeskämpfe bei intakter Halswirbelsäule möglich sind, wie z. B. bei den oben erwähnten Hinrichtungen nach den Kriegsverbrecherprozessen in Nürnberg.

#### Standardfall
Im Jahr 1866 studierte der irische Arzt und Gelehrte Samuel Haughton die vorliegende Literatur über das Erhängen und kam zu dem Schluss, dass die grausame und langwierige Hinrichtung an der kurzen Schlinge nicht mehr zeitgemäß sei. Stattdessen plädierte er für eine größere Fallhöhe zwischen 4 und 6 Fuß (was etwa 1,20 bis 1,80 Meter entspricht), um möglichst einen Genickbruch zu erreichen. Diese Fallhöhe etablierte sich in der Folgezeit als Standard und wurde entsprechend benannt.

#### Österreichischer Würgegalgen
In Österreich-Ungarn – und nach dem Zerfall der Donaumonarchie auch in einem Teil ihrer Nachfolgestaaten bis nach dem Zweiten Weltkrieg – war seit 1870 der Würgegalgen das offizielle Hinrichtungsinstrument. Hierbei handelt es sich um einen Richtpfahl, an dem der Todeskandidat mit unter den Achseln durchgezogenen Stricken hochgezogen wurde und anschließend eine kurze Schlinge um den Hals gelegt bekam, woraufhin man ihn wieder herunterrutschen ließ. Während es in der ursprünglichen, seit dem Dreißigjährigen Krieg praktizierten Form regelhaft zu einem langsamen Ersticken – vergleichbar mit dem Garottentod – kam, bemühte man sich später, den Todeseintritt zu beschleunigen, indem man den Delinquenten nicht nur einfach rutschen ließ, sondern ihn kräftig an den Beinen zog, so dass die Blutgefäße des Halses sich verschlossen. Der bekannte Henker Josef Lang erreichte auf diese Weise, dass der Tod innerhalb von einer Minute eintrat. Er hielt seine Methode – auch aufgrund von Versuchen, die er an sich selbst hatte vornehmen lassen – für wesentlich humaner als die in den angelsächsischen Ländern praktizierte Methode.

## Sonderformen

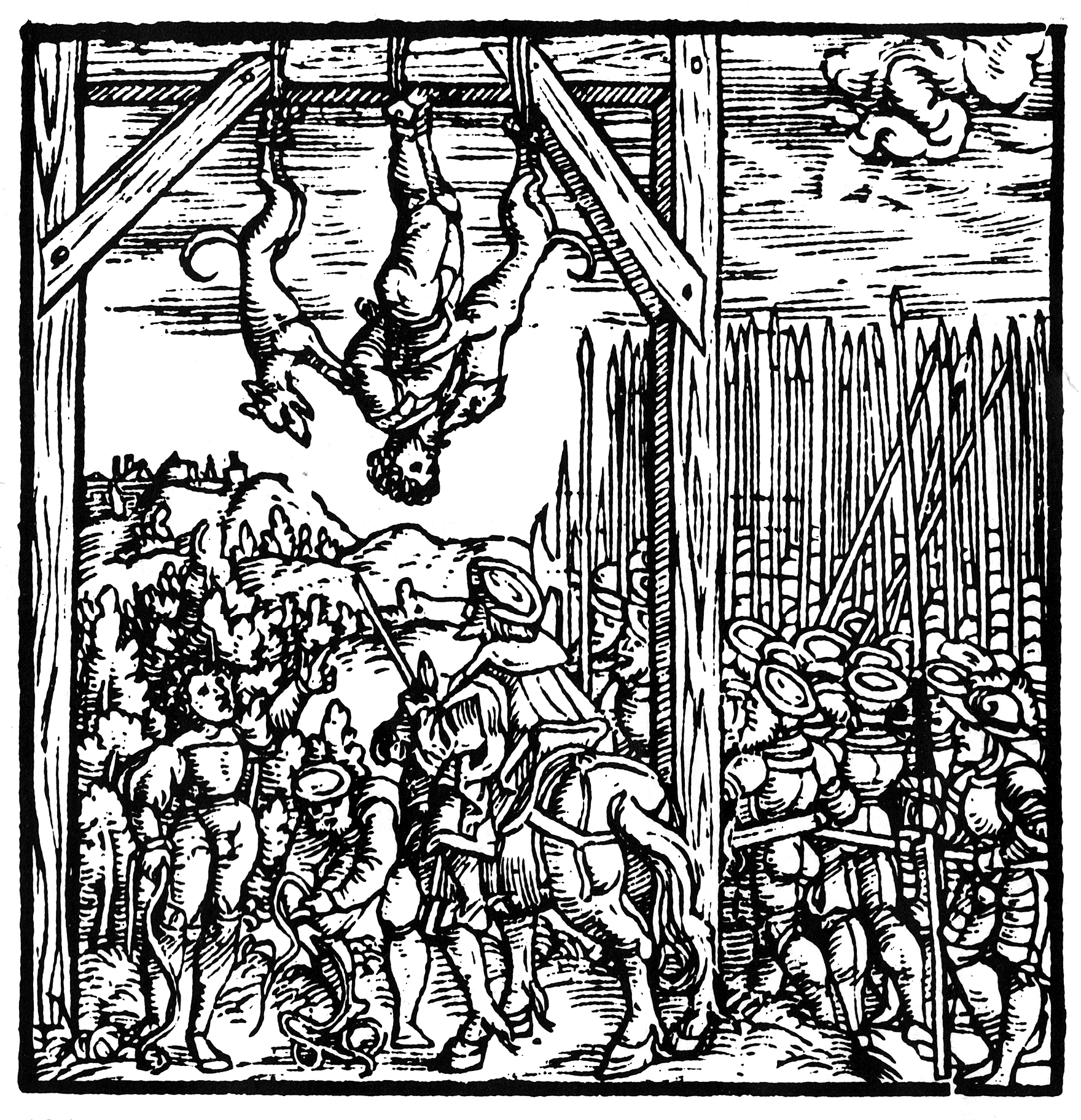
Hängen eines Juden in Weißenstein/Schwaben 1553

### Judenstrafe
Für Juden war in der frühen Neuzeit das Kopfüberhängen an den Füßen bestimmt, die sogenannte Judenstrafe, wobei als Verschärfung oft Hunde mitgehängt wurden, wie ein Holzschnitt aus der 1586 in Augsburg erschienenen Schweizer Chronik des Johann Stumpf zeigt. Dies geschah auch, um den Delinquenten zum Übertritt zum Christentum zu zwingen. Tat er dies, wurde die Strafe in Enthauptung umgewandelt und der Leichnam regulär beerdigt.

## Aberglaube
Das Verbleiben der Leichen am Galgen konnte zur Folge haben, dass Leichenteile entfernt wurden, denn ihr „Schelmbein“ (Knochen) oder „Armsünderschmalz“ (Fett) galten im Mittelalter als heil- und zauberkräftig. Der Daumen eines Diebes etwa sollte im Spiel Glück bringen, und der Galgenstrick diente zum Zähmen wilder Pferde. Von Alraunen, die ebenfalls für magische Praktiken eingesetzt wurden, glaubte man, sie entstünden durch herabtropfenden Urin und Ejakulat der Gehängten. Sie wurden daher auch „Galgenmännchen“ genannt.

## Erhängen von Tieren
Es gibt einige Beispiele, bei denen Säugetiere erhängt wurden, zum Teil sogar nach einer gerichtlichen Verurteilung:
- Im spätmittelalterlichen Frankreich gab es eine Reihe von gerichtlich angeordneten und vollstreckten Todesurteilen an Tieren, wobei eine ähnliche Vielfalt an Vollstreckungsmethoden wie bei Menschen zur Anwendung kam. Unter anderem wurde 1386 in Falaise ein Schwein (nachdem man es vorher wie einen Menschen mit Jacke und Hose bekleidet und dann verstümmelt hatte) erhängt, welches einen Säugling zu Tode gebissen hatte.[32][33]
- Am 13. September 1916 wurde in der Nähe von Erwin (Tennessee) die asiatische Zirkuselefantenkuh Mary an einem Eisenbahnkran durch Erhängen „hingerichtet“, nachdem sie zuvor ihren (im Umgang mit dem Tier völlig unerfahrenen) Wärter zu Tode getrampelt hatte.[34][35][36]
- Bis in jüngste Zeit werden in Spanien Hunde der Hunderasse Galgo Español getötet, wenn sie für ihre Aufgaben zu alt oder aus anderen Gründen nicht mehr geeignet sind. In zahlreichen Fällen wurden die Hunde erhängt.[37]
- Der – in manchen Ländern bis in die Gegenwart praktizierte – Vogelfang mit Dohnen führt ebenfalls zu einem Erhängungstod durch Ersticken. In Deutschland ist dies seit 1908 verboten (mit einer Ausnahme während des Ersten Weltkriegs, als wegen des Ernährungsnotstandes vorübergehend die Dohnenjagd nochmals erlaubt wurde).
- Auch in Deutschland kommt es vor, dass Hundebesitzer ihre Tiere, die sie nicht mehr halten können oder möchten, töten, indem sie sie erhängen. Es kommt jedoch auch vor, dass Hunde mit tierquälerischer Absicht gehängt werden. Das Tierschutzgesetz verbietet solche Tierquälerei.[38][39][40]